# Plop en de Toverstaf
Plop en de Toverstaf is de derde film van Kabouter Plop. De film is gemaakt in 2003 door het Belgische bedrijf Studio 100. De regie was in de handen van Matthias Temmermans. Het scenario was van de hand van Sander de Regt op basis van de door Studio 100 bedachte verhaallijn.

## Verhaal
Elk jaar komt de Kerstkabouter met Kerstmis. De twee kabouters Mik en Mak waren jaar na jaar door de Kerstkabouter vergeten. Plop en zijn vrienden versieren de Melkherberg. De toverstaf van de Kerstkabouter ligt nog in de slee. Lui gaat hem zoeken, maar valt in slaap. Niet veel later gaan Mik en Mak met de slee weg. Wanneer blijkt dat de toverstaf de levensbron van de Kerstkabouter is en deze zal sterven als ze van elkaar gescheiden raken, gaan Plop en Klus erachteraan en komen zo uit bij de paddenstoel van Mik en Mak. 
In de paddenstoel hebben Mik en Mak de toverstaf van de Kerstkabouter ontdekt. Lui is verliefd geworden op Mak, een wederzijds gevoel. Dit tot grote ergernis van Mik. Wanneer deze Lui wil omtoveren tot een halsketting, vallen Plop en Klus de paddenstoel binnen. Mik en Mak willen ontsnappen met de slee, maar Plop weet ze met behulp van Klus en Lui tegen te houden. Plop verandert de twee kabouters in slagroomtaarten en samen met zijn vrienden haast hij zich terug naar huis. 
Ondertussen is de gezondheid van de Kerstkabouter, die verzorgt wordt door Kwebbel, Smal en Smul, sterk achteruit gegaan. Precies op het moment dat Plop, Klus en Lui terugkomen met de slee en de toverstaf, slaapt de Kerstkabouter in. Plop legt de toverstaf in de armen van de Kerstkabouter en deze komt weer tot leven. Iedereen is blij, maar Lui is verdrietig omdat Mak, samen met Mik, nog een slagroomtaart is. De Kerstkabouter, die vindt dat elke Kabouter wel een goed hart heeft, tovert Mik en Mak weer normaal. 
De Kerstkabouter legt de reden uit waarom hij Mik en Mak steeds vergat, waarop deze ook hun excuses aanbieden. De Kerstkabouter biedt ze aan om hem elk jaar mee te helpen met het bezorgen van cadeautjes, om zo zeker te zijn dat hij ze niet meer vergeet. 

## Acteurs
| Acteur             | Personage        |
| ------------------ | ---------------- |
| Walter De Donder   | Kabouter Plop    |
| Aimé Anthoni       | Kabouter Klus    |
| Chris Cauwenberghs | Kabouter Lui     |
| Agnes De Nul       | Kabouter Kwebbel |
| Hilde Vanhulle     | Kabouter Smal    |
| Luc Caals          | Kabouter Smul    |
| Fred Van Kuyk      | Kerstkabouter    |
| David Cantens      | Kabouter Mik     |
| Esther Lybeert     | Kabouter Mak     |

## Trivia
- Dit is de tweede en laatste film waarin Hilde Vanhulle (Kabouter Smal) en Luc Caals (Kabouter Smul) te zien zijn. De andere film waar Smal en Smul ook nog te zien waren, was Plop in de wolken. In deze film is hun rol echter een stuk kleiner dan in het vorige deel.
- Deze film werd in acht dagen opgenomen.[1]
- Het was de eerste film die digitaal werd opgenomen in plaats van op pellicule te draaien.

## Liedjes
- De Kerstkabouter komt